# Одрисское царство

Одрисское царство при Ситалке

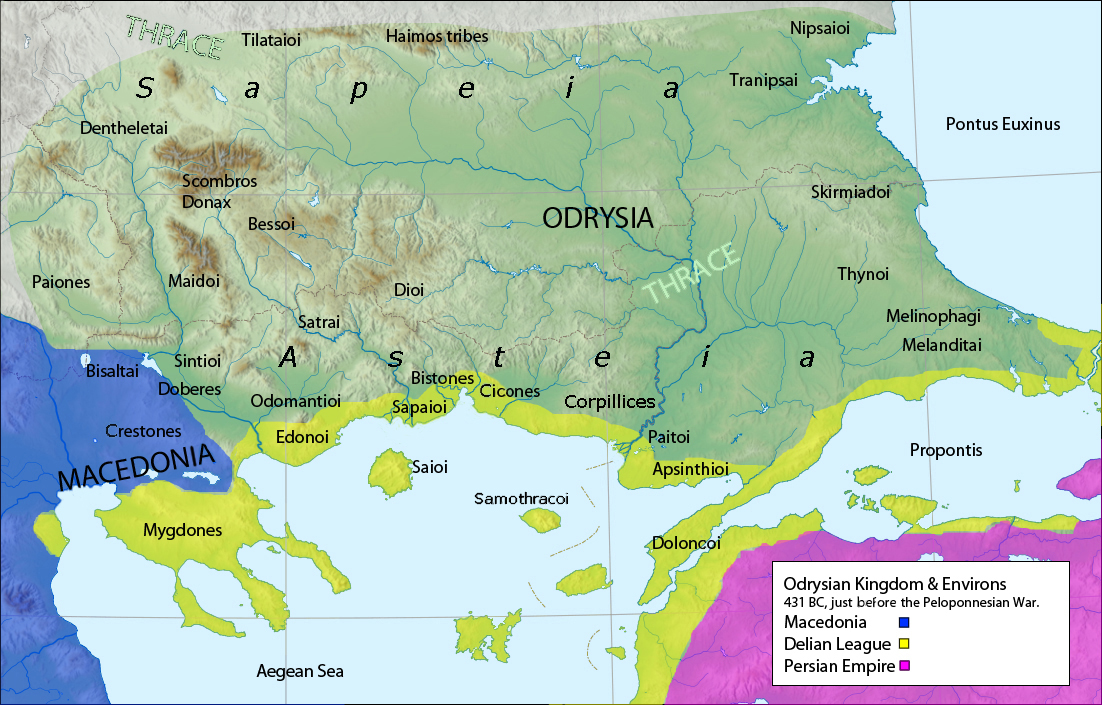
Одрисское царство IV в. до н. э.

Одрисское царство — союзное государство, включавшее в себя в разное время не менее 40 фракийских племён и 22 царств. Оно располагалось на территории Болгарии с 475 года до н. э. по 46 год н. э. Образовалось после ухода персов из Фракии. Расширение государства натолкнулось на сопротивление греческих черноморских полисов, что вызвало афино-фракийскую войну 360—357 годов до н. э., результатом которой стало ослабление Одрисского царства. В 336 году до н. э. оно было разгромлено македонскими войсками и включено в состав Македонии. Однако, даже платя дань, одрисские цари сохраняли автономию до прихода римлян в I веке до н. э.
В 46 году н. э. территория царства включена в состав Римской империи в качестве отдельной провинции Фракия.
Основу экономики Одрисского царства составлял экспорт хлеба в Грецию. В государстве сохранялись родоплеменные отношения.

## Столица
Предполагается, что у страны не существовало определённой столицы, а правители просто перемещались между несколькими резиденциями, основные из которых, судя по текстам на монетах, находились в городе Одессос (соврем. Варна) и Ускудама (соврем. Эдирне).
Котисом I (383—358 гг. до н. э.) была построена резиденция в деревне Старосел, а в 315 г. до н. э. в качестве столицы использовался Севтополь.
Позже царской резиденцией стал город Визе.
После распада царства столицей стал Кабилье.

## История
Фракия была частью Персии с 516 г. до н. э. во время правления Дария Великого и была вновь покорена Мардонием в 492 г. до н. э. Тогда регион был частью сатрапии Скудра. Некоторые районы Фракии были заняты скифами и греками.
История самостоятельного Одрисского царства началась после поражения персов в 475 году до н. э. После того как персы потеряли Фракию, царь Терес сплотил племена одризов и подчинил себе ряд северных племён.
Его сын Ситалк захватил земли на севере, где во времена Тереса ещё было неспокойно, и на западе. Так, страна простиралась от Понта Фракийского (соврем. Чёрное море) на востоке, Дуная на севере до района Трибалии на северо-западе и бассейна реки Стримон на юго-западе. Эти территории соответствуют современным Болгарии, Румынской Добрудже, Турецкой Восточной Фракии и Греческой Западной Фракии между Гебром и Стримоном (но без побережий, так как они были заняты греческими городами). Суверенитет государства, однако, никогда не осуществлялся над всеми его землями, поскольку он различался по отношению к племенной политике.

Историк Ж. Арчибальд по этому поводу писал:
Одрисы создали первое государственное образование, которое заменило племенную систему на востоке Балканского полуострова. Их цари, как правило были известны во внешнем мире как короли Фракии, хотя их власть не распространялась никакими средствами на все фракийские племена. Даже в пределах их царства природа государственной власти оставалась изменчивой, её сущность зависела от социальных и географических условий.
Территория Одрисского царства была заселена множеством фракийских и дакийских племён, объединённых под властью единого правителя, который определял общую для этих племён внутреннюю и внешнюю политику.

#### Расцвет государства
В середине V века до н. э. Одрисское царство было ещё довольно слабо, горные племена фракийцев ещё сохраняли свою независимость, в основном царство располагалось на побережье. Диодор Сицилийский писал, что царь Ситалк очень заботился о своих прибылях, именно Ситалк установил денежные и натуральные подати, которые ему платили подвластные ему фракийские территории и прибрежные эллинские города. Именно Ситалк начал выпускать собственные фракийские монеты, которые ценились наравне с многими греческими.
При Ситалке и последующих правителях Фракии вплоть до середины IV века до н. э. Одрисское царство играло важную роль в международной жизни Восточного Средиземноморья. В то время Афины стремились заключать союзные договоры с фракийскими царями, примером этого может служить договор 391 года до н. э.. Это был расцвет Одрисского царства.

## Одрисские цари
- Терес (460—445 до н. э.)

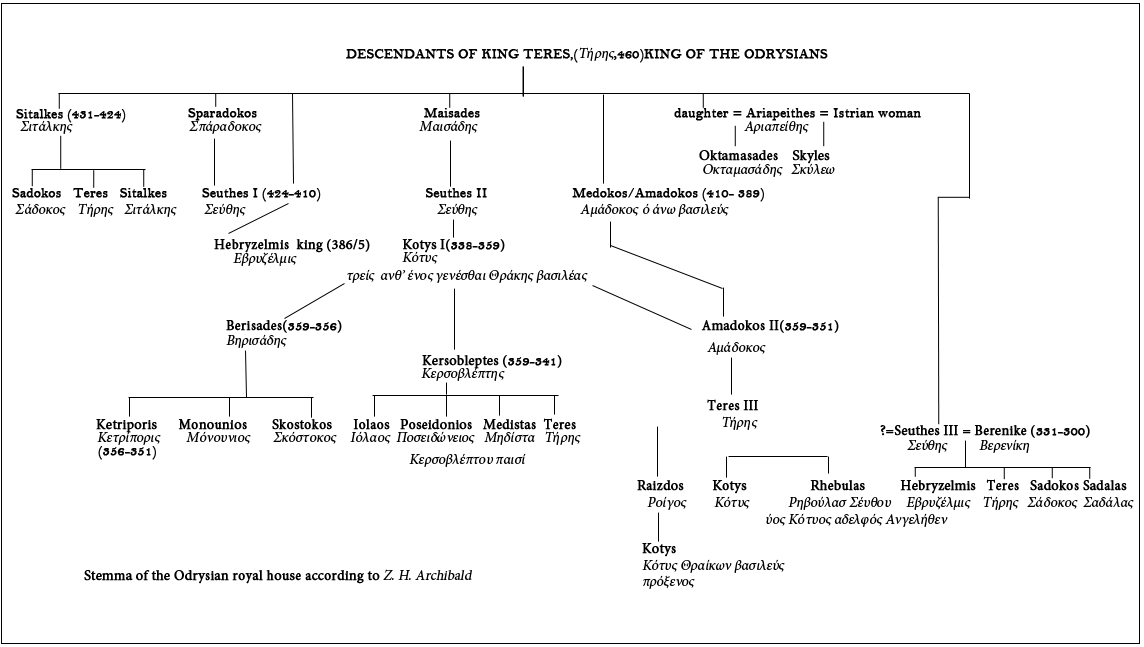
Генеалогия потомков Тереса

- Спарадок — сын Тереса (ок. 450—431 до н. э.)
- Ситалк — сын Тереса (431—424 до н. э.)
- Севт I — сын Спарадока (421— ок. 410 до н. э)
- Амадок I — (408—389 до н. э)
- Севт II (405—387 до н. э)
- Хебризельм (387—383 до н. э.)
- Котис I (384—359 до н. э.)
- Керсеблепт (359—341 до н. э.) (восточная Фракия)
- Берисад (359—352 до н. э.) (западная Фракия)
- Амадок II (359—351 до н. э.) (центральная Фракия)
- Кетрипор — сын Берисада (356—351 до н. э.) (западная Фракия)
- Терес II — сын Амадока II (351—341 до н. э) (центральная Фракия)
- Управляется Македонией (341—331 до н. э)
- Севт III — сын Котиса I (331—300 до н. э.)
- Котис II — сын Севта III (300—280 до н. э.)
- Рэйздос (Ройгос) — сын Котиса II (280 —?)
- Котис III — сын Рэйздоса (270—?)
- Рескупорис I — сын Котиса III (240—215 до н. э.)
- Севт IV — сын Рескупориса I (215—190 до н. э)
- Амадок III[укр.] — сын Севта IV (190—184 до н. э)
- Котис IV[укр.] — сын Севта IV (до 166 до н. э.)[4][5]
- Бизис (166 до н. э.)[4][5]
- Терес III[англ.] — сын Амадока III (166—148 до н. э.)[4][5]
- Терес IV — сын Тереса III (148—100 до н. э.)
- Амадок IV — сын Тереса IV (100—87 до н. э.)[6]